# Фадєєв Ростислав Андрійович
Ростисла́в Андрі́йович Фадє́єв (рос. Ростислав Андреевич Фадеев; 28 березня [9 квітня] 1824, Катеринослав — 29 грудня 1882 [10 січня 1883], Одеса) — військовий історик Російської імперії, публіцист, генерал-майор (22 серпня 1864 року). Противник військових реформ Д. О. Мілютіна, прибічник панславізму. В Російсько-турецькій війні 1876—1878 років доброволець, учасник національно-визвольної боротьби балканських народів.

## Життєпис
Народився у старовинній дворянській сім'ї. Його батько Андрій Михайлович Фадєєв був у 1841—1846 рр. саратовським губернатором, потім управителем державних маєтностей у Закавказькому краї. Мати, уроджена княжна Долгорука, вирізнялася рідкісною освітою і навіть ученістю, особливо в ділянці природничих наук; вона багато зробила для дослідження флори Кавказу. Набувши з юних років звички і любові до читання, Фадєєв не виявляв схильності до систематичних навчальних занять. Жива уява і поривчастий, неспокійний характер завадили йому закінчити курс в артилерійському училищі. Племінниками Ростислава Фадєєва були: російський містик Олена Петрівна Блаватська та її двоюрідний брат, Голова Ради міністрів Російської імперії Сергій Юлійович Вітте.
З 1842 року Фадєєв служив волонтером на Кавказі. Приїхавши в Санкт-Петербург, був висланий «за непозволительную болтовню» в Катеринослав, де провів близько двох років у вимушеній бездіяльності. Наприкінці 1850 року знову вступив на службу в Кавказьку армію і відтоді майже без перерви брав участь у військових діях, що завершилися підкоренням Кавказу. Під час війни з турками в 1853—1855 рр. відзначився у боях при Башкадикларі і Курукдарі, описаних ним потім у газетах «Северная пчела» і «Journal de St.-Pétersbourg». З 1859 року перебував при головнокомандувачі на Кавказі князі О. І. Барятинському і за його дорученням написав ґрунтовну офіційну історію Кавказької війни, що побачила світ у 1860 році під назвою «Шістдесят років кавказької війни». Зведений 22 серпня 1864 в генерал-майори, Фадєєв виступив на ниві військової публіцистики в «Листах з Кавказу», що друкувалися в «Московських вєдомостях». Ставлячись негативно до реформ, започаткованих військовим міністром Д. О. Мілютіним, він 1866 року вийшов у відставку.
Протягом 1867 року в журналі «Русский вестник» друкувалися його статті про «Збройні сили Росії», що вийшли 1868 року окремим виданням і наробили свого часу багато галасу не тільки в Росії, а й за кордоном. У цій праці він рішуче відстоював старі основи російського військового ладу проти бюрократичних перетворень, які ослаблювали, на його думку, бойові якості російської армії. Тим самим духом пройняті його газетні і журнальні статті, поєднані в книжку під назвою «Наше військове питання» (1873).
Протистояння військовому міністерству Олександра II пов'язувалося у Фадєєва з уявленням про великі військово-політичні завдання, які чекали Росію і були несумісні нібито з ліберальними «канцелярськими» реформами у військовому відомстві.
1869 року він уперше виклав свою програму розв'язання східного питання у статтях, уміщених у «Біржових вєдомостях» і виданих потім окремою брошурою. Корінь східного питання полягає для нього у споконвічних зусиллях «германської раси» підпорядкувати і онімечити слов'янство, — звідси необхідність об'єднання розрізнених слов'янських народностей під верховенством Російської імперії та неминучість енергійної російської політики, спрямованої головним чином проти Австрії.
Думка про боротьбу з коаліцією західних держав — Австрією, Пруссією та Англією — анітрохи не бентежила Фадєєва. «Думка про східне питання» принесла Фадєєву велику популярність у слов'янському світі і закріпила за ним в іноземній пресі репутацію «панславіста».
На початку 1870-х років під упливом підготовлюваного запровадження всестанової військової повинності він зайнявся діяльною агітацією проти всієї реформаторської внутрішньої політики, яка вносить всестановий «розбрід» на місце міцних, історично сформованих побутових умов і підриває цим самі основи могутності і благоденства Росії. Знайшовши однодумця в особі генерала М. Г. Черняєва з Бендер, який залишився за штатом після підкорення Ташкента, Фадєєв взяв керівну участь в його газеті «Русскій мір», де 1874 року вмістив цілу низку статей під загальною назвою «Чим нам бути?».
У цих статтях, що незабаром вийшли окремою книжкою («Російське суспільство в сьогоденні і майбутті»), ясно виразилися істотні недоліки і переваги письменницької індивідуальності Фадєєва: чисто військова жвавість стилю, розв'язний і незвичайно самовпевнений тон, схильність розв'язувати найважчі і найважливіші питання за особистими симпатіями і антипатіями, готовність замінювати аргументи каламбурами і дотепами сумнівної якості — і в той же самий час прямодушність і відвертість у практичних вимогах і висновках.
Відсутність систематичної освіти за великої начитаності та незвичність до логічного мислення за безсумнівно оригінального, хоча і поверхового розуму позначаються особливо різко в цій праці Фадєєва. У своєму захисті «дворянської ідеї» автор, з одного боку, спирається на удавані історичні основи місцевого побуту, з другого — на станові порядки і традиції Англії, що переживала розквіт нібито завдяки пануванню лордів і джентльменів. Фадєєв пропонує уряду відтворити «зв'язну культурну верству» у вигляді привілейованого служивого дворянства, відкритого лише для великих представників купецтва і для виняткових обдарувань із середовища різночинців. Він засновує весь державний побут на такому елементі, який треба ще організувати і зміцнити — і цей же елемент, що потребує підтримки, видається за єдину суспільну силу, здатну служити надійною опорою для влади. Із закінченням виховного періоду вітчизняної історії може знову встановитися безпосереднє спілкування верховної влади з народом, до чого перші кроки вже зроблені реформами шістдесятих років; але попередньо народ повинен бути поставлений під керівництво відродженого і перетвореного «цензового дворянства». Фадєєв обстоює збереження земства і навіть розширення його функцій, але тільки з тим, щоб воно стало цілковито дворянським; він не заперечує і проти селянського самоврядування, але вимагає, щоб над волостями поставили піклувальників, за обранням дворян; він радить далі «віддати повіт, в усіх відношеннях, в повне завідування місцевому самоврядуванню (дворянському), оберненому в уповноважений орган управління державного»; надати губернським становим зборам «свободу зноситися між собою і діяти відносно уряду на підставі наявних, ніколи не скасованих законів імперії Катерини II»; «скорочувати поступово бюрократію до необхідних меж, у міру передачі земству турбот, що лежать тепер на ній, навертаючи залишки від скорочень на земські потреби»; «явно відмежувати цивільні посади владні від наказових і заміщати перші переважно земськими діячами» (тобто «цензовими дворянами») та «визначити особливі обов'язкові відношення дворянства до всестанового військового обов'язку і до служби в армії». Багато хто, і в тому числі К. Д. Кавелін, угледіли в міркуваннях і проєктах Фадєєва урядову програму, засвоєну вищими сферами ще під час перебування міністром внутрішніх справ П. А. Валуєва і застосовувану поки що тільки частково, з окремих приводів і нагод: з цієї точки зору були докладно розібрані статті Фадєєва в анонімній брошурі, що увійшла до зібрання творів К. Д. Кавеліна (т. II, вид. 1898 р., стор. 863—908).

## Балканський півострів
Зовнішня і до того ж бойова політика залишалася, однак, головним предметом зацікавлень Фадєєва. Не передбачаючи втілення своїх планів за допомогою російської дипломатії, він ступив на шлях самостійних політичних пригод і на початку 1875 року поїхав у Єгипет для перетворень в армії хедива на випадок війни з Туреччиною.
Коли 1876 року виникли заворушення на Балканському півострові, Фадєєв вирушив у Сербію, але пробув там недовго, оскільки його відкликав російський уряд. На місце Фадєєва запропонував свої послуги сербам його однодумець М. Г. Черняєв, а Фадєєв обмежився скромнішою діяльністю в Чорногорії, де залишався до кінця війни.

## Нагороди
- Орден Святої Анни 3-го ступеня з бантом (1853)
- Золота шабля з написом «За хоробрість» (1854)[2]
- Орден Святого Володимира 4-го ступеня з бантом (1854)
- Орден Святого Станіслава 2-го ступеня з мечами (1859)
- Орден Святої Анни 2-го ступеня з мечами (1861)
- Орден Святого Володимира 3-го ступеня з мечами (1861)

## Доробок
1881 року він видав у Лейпцигу «Листи про сучасний стан Росії». Після вбивства Олександра II Фадєєв виступив одним з організаторів таємного аристократичного товариства «Священна дружина», створеного для протидії тероризму.
Зібрання його творів вийшло 1890 року в 4 томах, у 1-му з яких містилися «Спогади» Н. А. Фадєєвої та огляд літературної діяльності Фадєєва.

### Твори
- Фадеев Р. А. Вооруженные силы России, СПб.: Тип. В. В. Комарова, 1889.
- Фадеев Р. А. Шестьдесят лет Кавказской войны, Тифлис: Военно-походная типография Главного Штаба Кавказской Армии, 1860.
- Фадеев Р. А «60 лѣтъ кавказской войны [Архівовано 21 січня 2021 у Wayback Machine.]», 2015, Н. Новгород, «Чёрная сотня», ISBN 978-5-00-028073-7,
- Фадеев Р. А Государственный порядок. Россия и Кавказ [Архівовано 10 лютого 2018 у Wayback Machine.] / Сост. Лебедев С. В., Линицкая Т. В. /Предисл. и коммент. Лебедева С. В. / Отв. ред. О. А. Платонов. — М.: Институт русской цивилизации,2010. — 992 с. ISBN 978-5-902725-36-7
- Фадеев Р. А. Мнение о Восточном вопросе [Архівовано 12 квітня 2017 у Wayback Machine.]
- Фадеев Р. А. Русское общество в настоящем и будущем [Архівовано 12 квітня 2017 у Wayback Machine.]
- Фадеев Р. А. Записки о Кавказских делах
- Фадеев Р. А. Государственный порядок. Россия и Кавказ
- Фадеев Р. А. Наш военный вопрос
- Фадеев Р. А. Письма о современном состоянии России
- Фадеев Р. А. Письма с Кавказа
- Фадеев Р. А. Чем нам быть?